# Ізабелл (Вісконсин)
Ізабелл (англ. Isabelle) — місто (англ. town) в США, в окрузі Пієрс штату Вісконсин. Населення — 261 особа (2020).

## Демографія
Згідно з переписом 2010 року, у місті мешкала 281 особа в 113 домогосподарствах у складі 78 родин. Було 124 помешкання
Расовий склад населення:
| - 98,6 % — білих - 0,7 % — корінних американців |

До двох чи більше рас належало 0,4 %. Частка іспаномовних становила 2,5 % від усіх жителів.
За віковим діапазоном населення розподілялося таким чином: 20,6 % — особи молодші 18 років, 68,0 % — особи у віці 18—64 років, 11,4 % — особи у віці 65 років та старші. Медіана віку мешканця становила 43,6 року. На 100 осіб жіночої статі у місті припадало 105,1 чоловіків;  на 100 жінок у віці від 18 років та старших — 102,7 чоловіків також старших 18 років.
Середній дохід на одне домашнє господарство  становив 83 229 доларів США (медіана — 75 625), а середній дохід на одну сім'ю — 101 208 доларів (медіана — 85 417). Медіана доходів становила 53 438 доларів для чоловіків та 34 375 доларів для жінок. 
Цивільне працевлаштоване населення становило 159 осіб. Основні галузі зайнятості: виробництво — 26,4 %, освіта, охорона здоров'я та соціальна допомога — 16,4 %, роздрібна торгівля — 13,2 %.